# Un tour de passe-passe
Un tour de passe-passe est la dixième histoire de la série Natacha de Lemasque (pseudonyme de Jacques Stoquart, Hao, et François Walthéry. Elle est publiée pour la première fois du no 1964 au no 1969 du journal Spirou.

### Documentation
- Patrick Pinchart, « Natacha prend son envol », dans Natacha t. 2 : Envol vers l'aventure, Dupuis, août 2008, 160 p. (ISBN 978-2-8001-4118-3), p. 3-23.